# Damendorf
Damendorf település Németországban, Schleswig-Holstein tartományban. Lakosainak száma 474 fő (2023. december 31.). Damendorf Ascheffel községgel határos.

## Népesség
A település népességének változása:
| Lakosok száma | 314  | 429  | 431  | 420  | 435  | 467  | 474  |
|               | 1975 | 2014 | 2017 | 2019 | 2021 | 2022 | 2023 |